# یوهان آدام (آهنگ‌ساز)
یوهان آدام (به آلمانی: Johann Adam)‏ (۱۴ سپتامبر ۱۷۰۴ – ۱۳ نوامبر ۱۷۷۹) آهنگ‌ساز و نوازندهٔ ویولا دورهٔ باروک اهل آلمان بود.